# 경호원
경호원(警護員), 또는 보디가드(bodyguard)는 경호에 종사하는 직업이다. 정재계 인사의 신변을 경호해 암살과 같은 위협으로부터 지키는 사람을 말한다.

## 경호원을 소재로 한 작품

### 영화
- 007 북경특급 2
- 보디가드
- 이연걸의 보디가드
- 사선에서
- 보디가드
- 경호원

### 드라마
- 보디가드
- 강적들